# UY Большого Пса
UY Большого Пса (лат. UY Canis Majoris) — одиночная переменная звезда в созвездии Большого Пса на расстоянии (вычисленном из значения параллакса) приблизительно 48177 световых лет (около 14771 парсека) от Солнца. Видимая звёздная величина звезды — от +11,6m до +10,5m.

## Характеристики
UY Большого Пса — жёлтая пульсирующая полуправильная переменная звезда типа SRD (SRD:) спектрального класса Fp или G0V. Эффективная температура — около 5500 К.